# Phoebastria nigripes
El albatros de patas negras (Phoebastria nigripes) es una especie de albatros en peligro de extinción. Cría en varias islas tropicales del Pacífico.